# Ordem de sucessão
Uma ordem de sucessão é uma fórmula ou algoritmo que determina quem herda um cargo a partir da morte, renúncia ou deposição do seu actual ocupante.

## Monarquia e nobreza
Nas monarquias hereditárias, a ordem de sucessão é seguida para determinar quem passa a ser o novo monarca, quando o antigo monarca morre ou quando o trono fica vacante. Essas ordens de sucessão geralmente descendem do monarca anterior, ou da omissão de um herdeiro directo, o que o irmão ou outro descendente de linhas colaterais do anterior monarca, irá assumir o trono. Geralmente, a linha de sucessão é restrita a pessoas de sangue real (veja Casamento morganático), que é para os nascidos ou descendentes de uma família real ou de um anterior soberano. As pessoas na linha para suceder ao trono são chamados de "dinásticas". Constituições, estatutos, leis da Casa ou normas, podem regular o número de dinásticos e as qualificações dos potenciais sucessores ao trono. Em alguns casos, a ordem de sucessão pode ser reforçada com a coroação do herdeiro como co-monarca durante o período de vigência do actual monarca. Exemplos incluem Henrique o Jovem e ao uso do título de "rei dos romanos" por parte dos herdeiros dos imperadores de Habsburgo. No sistema de tanistry, parcialmente electivo, o herdeiro, ou tanista, foi eleito a partir da linhagem do sexo masculino da família real.
Também uma monarquia electiva pode usar alguma eleição ou designação ainda durante o período de vigência de um monarca vigente, criando assim uma ordem de sucessão.
Diferentes monarquias usam diferentes algoritmos ou fórmulas para determinar a linha de sucessão. Entre os mecanismos, existem os seguintes:

### Sucessão agnatícia
A sucessão agnatícia (também chamada de Lei sálica) institui a completa exclusão das mulheres da dinastia e dos seus descendentes, da sucessão. A Lei sálica foi aplicada nas Casas da Albânia, França, Itália, Coreia, Roménia, Jugoslávia, Prússia e Império alemão. Actualmente aplica-se às casas do Liechtenstein, do Japão e da Jordânia. Geralmente, monarquias hereditárias que operam sob a Lei sálica também utilizam a primogenitura entre os descendentes do sexo masculino na linha masculina para determinar o legítimo sucessor, embora antigamente fosse mais habitual que a primogenitura.

### Sucessão agnatícia-cognitiva
Também é conhecida como lei semi-sálica. Desta forma, a sucessão em primeiro lugar era reservada a todos os descendentes do sexo masculino dinásticos de todos os ramos elegíveis por ordem de primogenitura e, em seguida, após a extinção total desses descendentes masculinos para a mais velha de descendentes dinásticos do sexo feminino. No passado, algumas monarquias também utilizaram este sistema, tais como o Império Austríaco (mais tarde Império Austro-Húngaro), o Reino da Baviera, o Reino de Hanôver, o Reino de Württemberg, o Império Russo, o Reino da Saxônia, o Grão-Ducado da Toscana e o Reino das Duas Sicílias. No entanto, note que se um descendente do sexo feminino estivesse para tomar o trono, ela não seria necessariamente a herdeira, mas possivelmente o parente mais próximo, em relação ao actual monarca. Por exemplo, um Príncipe A tendo um irmão, o Príncipe B. O Príncipe A torna-se rei, e depois morre com apenas uma filha, a Princesa X. O Príncipe B, irmão do anterior, torna-se assim Rei B. O Rei B tem uma filha, a Princesa Y, e depois morre. Não há mais herdeiros do sexo masculino. Embora a Princesa X fosse de uma linhagem de reis mais antiga, a sua prima, a Princesa Y, é a herdeira do trono, por descender de uma linhagem mais próxima, tornando-se assim Rainha Y.
Na prática, em ocasiões em que não exista nenhum herdeiro do sexo masculino, num sistema semi-sálico, o herdeiro do sexo feminino é geralmente determinado pela proximidade de sangue em relação ao actual monarca. Exemplos incluem Cristiano I da Dinamarca, da linha de Schleswig-Holstein, Maria Teresa da Áustria (embora o seu direito em última instância fosse confirmado em consequência da sua vitória na Guerra da Sucessão Austríaca lançado durante a sua adesão), Maria Adelaide e Carlota do Luxemburgo e de Nassau, Ana da Bretanha, Isabel do Brasil, aclamada de jure Imperatriz do Brasil com a morte de D. Pedro II, e a Grã-duquesa Maria da Rússia, bem como Cristiano IX da Dinamarca que utilizou o direito da sua mulher Luísa Carolina de Hesse-Cassel para a sucessão.

### Nomeação, eleição, rotação e tanistry
A ordem de sucessão pode ser organizada por nomeação: o operador histórico do monarca ou algum órgão eleitoral nomeia um herdeiro ou uma lista de herdeiros, ainda antes que a vaga ocorra. Uma monarquia pode ser geralmente electiva, embora de forma a que o próximo titular seja eleito apenas depois de o lugar ficar vago.
Na história, muitas vezes, mas nem sempre, as nomeações e as eleições favoreceram, ou foram limitadas a, membros de uma determinada dinastia ou família. Pode ter havido regras genealógicas para determinar quem tinha direito à sucessão. Isto levou, por vezes, a uma ordem de sucessão que equilibra ramos de uma dinastia por rotação.
Actualmente, aplica-se no Vaticano, Malásia, Camboja, Kuwait e Emirados Árabes Unidos, Andorra, Essuatíni e Samoa.

### Antiguidade
Na sucessão por antiguidade, escolhe-se a linhagem ou o herdeiro mais velho. Por exemplo, tendo um monarca falecido sem filhos, a sucessão passa para o seu irmão mais velho, e na falta de irmãos, passa para as linhagens dos irmãos do seu pai, e assim sucessivamente até se encontrar um herdeiro.

### Herança partilhada
Em algumas sociedades, uma monarquia pode ser herdada de forma a que todos os herdeiros tenham direito a uma parte dela.

### Primogenitura
Primogenitura (ou mais apropriadamente primogenitura masculina) é um mecanismo através do qual os descendentes do sexo masculino de um soberano têm precedência sobre descendentes do sexo feminino, e onde as linhagens mais antigas têm precedência sobre as mais jovens, em cada género. Os filhos mais velhos têm sempre precedência sobre os filhos mais novos. Os filhos mais jovens têm sempre precedência sobre as filhas mais velhas. O direito das sucessões pertence sempre ao filho mais velho do soberano reinante (ver herdeiro aparente), e, depois, para o filho mais velho do filho mais velho. Este é o sistema utilizado na Espanha e Mónaco.
Antigamente, os países que hoje adotam a primogenitura igualitária, adotavam esse tipo de sucessão. Em outubro de 2011 o Reino Unido mudou para a sucessão igualitária, para que assim os descendentes de Charles, príncipe de Gales sejam iguais na sucessão, independente do sexo.
Outros membros com títulos nobiliárquicos seguem esse sistema de filhos e  filhas, mas são considerados iguais como co-herdeiros, pelo menos na prática na Bretanha moderna. Isto pode resultar na condição conhecida como suspenso. No período medieval, a prática efectiva variava consoante os locais e costumes. Embora as mulheres pudessem herdar casas senhoriais, esse poder era geralmente exercido pelos seus maridos (jure uxoris) ou pelos seus filhos (jure matris).

### Primogenitura absoluta ou igualitária
A primogenitura igualitária (ou primogenitura absoluta) é uma lei em que o filho mais velho do soberano sucede ao trono, independentemente do sexo, e onde mulheres (e seus descendentes) gozam dos mesmos direitos de sucessão como do sexo masculino. Este é actualmente o sistema na Suécia (desde 1980), Países Baixos (desde 1983), Noruega (desde 1990), Bélgica (desde 1991) e Reino Unido (desde 2011).

### Proximidade de sangue
Proximidade de sangue é um sistema onde a pessoa mais próxima do grau de parentesco do soberano é preferida para herdar o trono, preferindo homens a mulheres e os mais velhos aos mais novos. Isto é por vezes utilizado como um brilho "pragmático" na Europa, principalmente na Idade Média. No ultramar, era muitas vezes usado para escolher regentes, e figurava em alguns dos diferendos sobre a sucessão do Reino de Jerusalém. Também foi reconhecido na medida em que a sucessão do reino de feudos, em circunstâncias especiais: se um feudo fosse perdido para os sarracenos e, posteriormente, re-conquistada, era atribuído ao herdeiro mais próximo por sangue do último titular.

### Ultimogenitura
Ultimogenitura é uma ordem de sucessão quando o soberano é sucedido pelo filho mais novo. Isso serve nas circunstâncias em que os mais jovens "mantêm o coração", cuidando do país, enquanto o filho mais velho se ocupasse de fazer sucesso pelo mundo. Devido à idade, o sistema tem sido relativamente impraticável durante os séculos passados - a primogenitura, por seu lado, evoluiu a partir do facto de que o filho mais velho já tivesse atingido a maturidade ainda durante o reinado do seu pai, enquanto que o mais novo ainda fosse bebé.

### Sucessão lateral
O sistema de sucessão lateral ou fraterna baseia-se no princípio da antiguidade entre os membros de uma dinastia, com a finalidade de eleição de um candidato mais qualificado para a liderança. Os líderes são eleitos como sendo os mais maduros, tendo já competência política e militar. A sucessão fraterna é preferida a fim de garantir que dirigentes competentes, eliminando a necessidade de regentes. Este sistema de sucessão pode ou não excluir descendentes do sexo feminino na linha de sucessão. Na prática, quando nenhum herdeiro do sexo masculino está maduro o suficiente, um herdeiro do sexo feminino é geralmente determinado "pragmático", com a proximidade do último monarca, como Boariks do Cáucaso Huno ou Tamiris de Massagetes. O herdeiro é geralmente eleito após o trono estar vago. Foi aplicado no império mongol.

## República
Na política, na vontade de assegurar uma continuidade das operações, resultou em na maior parte dos cargos haver alguma ordem de sucessão formalizada.
Nas repúblicas, quando um presidente se demite ou falece antes do fim do seu mandato, é sucedido pelo vice-presidente, que por seu turno, é seguido por vários funcionários do parlamento ou congresso e, em seguida, por membros do gabinete. Se, por exemplo, tanto o Presidente do Brasil como o Vice-Presidente não forem capazes de exercer, o Presidente da Câmara dos Deputados  toma posse como Presidente. É seguido pelo presidente do Senado Federal, que é seguido pelo Presidente do Supremo Tribunal Federal e outros funcionários. Em muitas repúblicas, porém, uma nova eleição tem lugar algum tempo depois do desaparecimento do presidente.